# Juliano Cazarré
Juliano Cazarré (Pelotas, 24 de setembro de 1980) é um ator e escritor brasileiro.

## Biografia
Filho do escritor infanto-juvenil e jornalista Lourenço Cazarré, vencedor do Prêmio Jabuti de 1998, a família do ator mudou-se para Brasília pouco tempo após seu nascimento.
É sobrinho-neto dos irmãos atores e dubladores Older Cazarré e Olney Cazarré.
Formado em artes cênicas na Universidade de Brasília (UnB).
Casado com Letícia Cazarré, é pai de Vicente, Inácio, Gaspar, Maria Madalena, Maria Guilhermina e Estêvão 

## Carreira

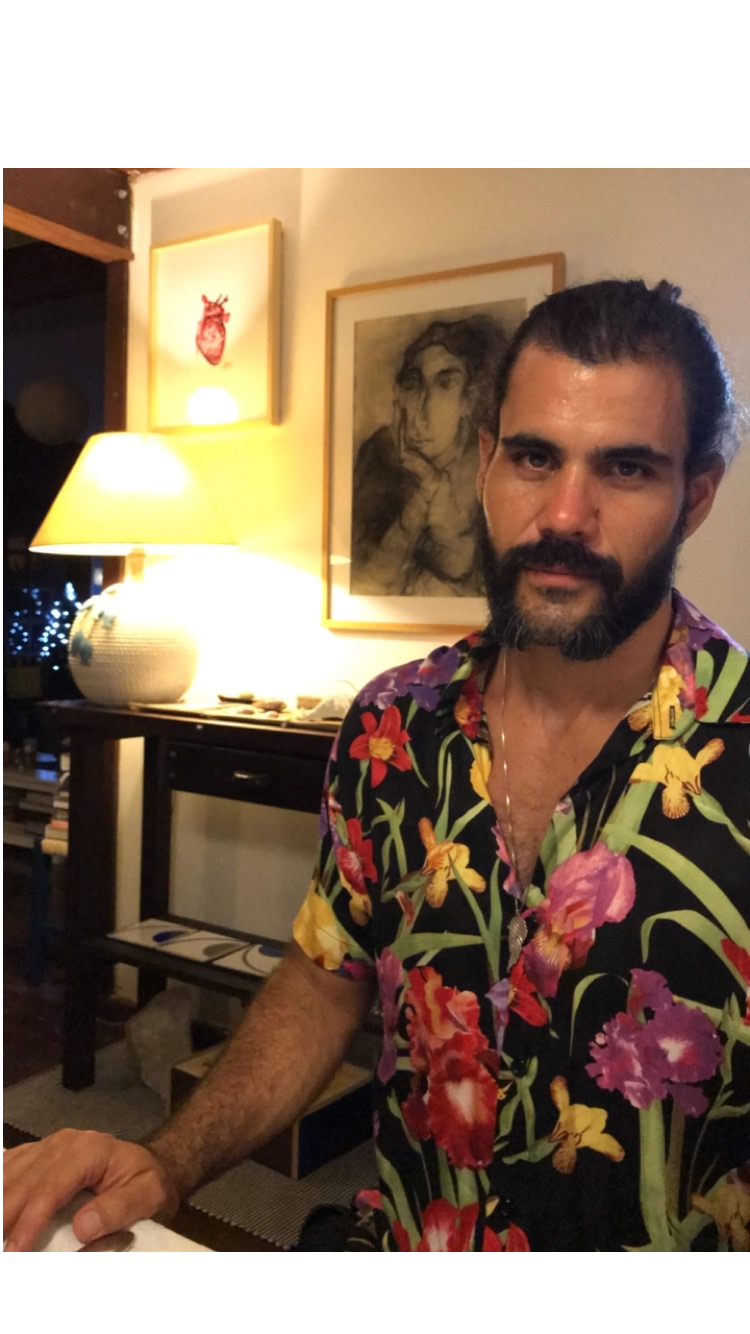
Juliano Cazarré, 2017

Juliano entrou no teatro participando de importantes montagens sob direção de Hugo Rodas. Dentro desse contexto, nunca tinha pensado em fazer teatro, nem enveredado por oficinas da área, até o terceiro ano do ensino médio, quando participou de uma feira cultural no colégio Leonardo da Vinci. Avesso às disciplinas exatas, inscreveu-se em artes cênicas por sugestão do pai; Mudou-se para São Paulo em 2007.
Juliano estreou na TV em Alice, série que a HBO Brasil começou a exibir em setembro de 2008; era um funcionário de uma financeira que sonhava e conseguiu virar DJ. Foi indicado para o prêmio de melhor ator no Festival de Gramado pelo filme Nome Próprio, em 2007. Em 2008 participou do clipe da música Desabafo do cantor Marcelo D2.
Em 2011 participou de Insensato Coração. Em 2012, viveu o analfabeto Adauto na novela Avenida Brasil. Em 2013 atua em Amor à Vida como um dos personagens principais da trama, ao lado de Paolla Oliveira e Malvino Salvador.   Em 2015 participou de A Regra do Jogo como MC Merlô, morador do morro da macaca e que nunca saiu da comunidade onde nasceu. Em 2017 atuou na érie Vade Retro como o atrapalhado Davi e em seguida vai trabalhar como garimpeiro de uma mina de pedras preciosas na novela das nove, O Outro Lado do Paraíso de Walcyr Carrasco. Ainda em 2013, Juliano protagonizou o longa metragem Serra Pelada, uma super produção do diretor Heitor Dalia que reproduziu o drama da maior mina de ouro da história do Brasil. O filme depois foi transformado em uma super série e transmitido pela Rede Globo.
Em 2016, Juliano rodou o mundo como protagonista de Boi Neon, de Gabriel Mascaro. O filme ganhou inúmeros prêmios em festivais como Toronto, Marrakesh e Veneza, rendendo críticas positivas da mídia especializada americana. A publicação Indie Wire publicou uma matéria dizendo: "Cazarré é uma estrela de cinema no Brasil e seu desempenho autêntico e despretensioso em Boi Neon deveria lançá-lo a um palco internacional. Seu Iremar parece mesmo deste mundo, pele feita de poeira e músculos de lutar com os touros. O filme de Mascaro é um trabalho auspicioso, original e absorvente que emociona com o seu olhar para este mundo pouco visto e os sonhadores que o habitam." O filme ainda foi eleito entre os dez melhores de 2016 pelo The New York Times.
O Festival Tribeca de Cinema escreveu: "Frequentemente aplaudimos os atores pela quantidade de informação que podem transmitir sobre seus personagens dentro de um determinado filme. Mas se há um estilo de atuação única que muitas vezes é desvalorizado no cinema contemporâneo, é mais provável que seja um desempenho reticente. O Boi Neon, de Gabriel Mascaro, um estudo elétrico da dinâmica de gênero entre um grupo itinerante de mãos de rodeio, deve grande parte de seu poder à sedutora performance central de Juliano Cazarré, que interpreta Iremar, um criador de touros com sonhos de design de moda. Cazarré revela pouco mais do que os fatos básicos sobre seu personagem e fala menos ainda ao longo do filme, baseando-se em seu físico musculoso (e no conforto que ele exibe dentro dele) para sugerir um machismo silenciado que aperta as tensões eróticas e conta um história subliminar de vida livre e libidinal que não requer uma única palavra." Muitas outras publicações elogiaram o trabalho de Juliano Cazarré por Boi Neon, como Variety,  Hollywood Reporter, The Boston Globe, Chicago Tribune, Vienna Review e outras. Em 2017, Juliano foi escolhido Melhor Ator no Grande Prêmio do Cinema Brasileiro. Em 2018, foi escolhido para interpretar Jesus na Paixão de Cristo de 2019 de Nova Jerusalém em Fazenda Nova, Pernambuco. E a partir dessa interpretação se converte ao catolicismo e em suas redes sociais tem postado reflexões e sua experiência de sua fé católica.

## Filmografia

### Televisão
| Ano       | Nome                    | Personagem                         | Nota                                                 |
| --------- | ----------------------- | ---------------------------------- | ---------------------------------------------------- |
| 2007      | Antônia                 | Bandido                            | Episódio: "Ligação a Cobrar"                         |
| 2008      | Alice                   | Téo                                | Episódios: "O Lado Escuro do Espelho" e "Wonderland" |
| 2009      | Som & Fúria             | Cléber                             |                                                      |
| 2009–2010 | Força-Tarefa            | Cabo Irineu                        |                                                      |
| 2010      | As Cariocas             | Paulão                             | Episódio: "A Vingativa do Meier"                     |
| 2011      | Insensato Coração       | Ismael Cunha                       |                                                      |
| 2011      | Tapas & Beijos          | Tatuador                           | Episódio: "30 de novembro"                           |
| 2012      | Avenida Brasil          | Adauto dos Santos                  |                                                      |
| 2013      | Amor à Vida             | Joaquim Roveri (Ninho)             |                                                      |
| 2015      | A Regra do Jogo         | Mário Sérgio dos Santos (MC Merlô) |                                                      |
| 2017      | Vade Retro              | Davi                               |                                                      |
| 2017–2018 | O Outro Lado do Paraíso | Mariano de Assis                   |                                                      |
| 2019–2021 | Amor de Mãe             | Magno dos Santos Silva             |                                                      |
| 2022      | Pantanal                | Alcides                            |                                                      |
| 2023–2024 | Fuzuê                   | Pascoal Garcia                     |                                                      |
| 2024–2025 | Volta por Cima          | Jayme Rabello                      |                                                      |
| 2025–2026 | Três Graças             | [ 15 ]                             |                                                      |

### Cinema
| Ano  | Nome                                      | Personagem               | Nota           |
| ---- | ----------------------------------------- | ------------------------ | -------------- |
| 2002 | Suicídio Cidadão                          | —                        | Curta-metragem |
| 2003 | Momento Trágico                           | —                        | Curta-metragem |
| 2005 | Macacos me Mordam                         | Homem                    | Curta-metragem |
| 2005 | A Concepção                               | Alex                     |                |
| 2007 | O Magnata                                 | Arthur (Cabeça)          |                |
| 2007 | Tropa de Elite                            | Soldado Reginaldo (Tatu) |                |
| 2007 | Meu Mundo em Perigo                       | Frentista                |                |
| 2008 | A Festa da Menina Morta                   | Tadeu                    |                |
| 2008 | Ana Beatriz                               | —                        | Curta-metragem |
| 2009 | Salve Geral                               | Zé                       |                |
| 2009 | Nome Próprio                              | Felipe                   |                |
| 2010 | Véi                                       | Chicleteiro              | Média-metragem |
| 2011 | 360                                       | Rui                      |                |
| 2011 | Assalto ao Banco Central                  | Décio                    |                |
| 2011 | Bruna Surfistinha                         | Gustavo                  |                |
| 2011 | Vips                                      | Baña                     |                |
| 2011 | Febre do Rato                             | Boca Mole                |                |
| 2012 | Augustas - O Filme                        | Segurança da Boate       |                |
| 2013 | Serra Pelada                              | Juliano                  |                |
| 2013 | O Lobo Atrás da Porta                     | Delegado                 |                |
| 2014 | Sorria, Você Esta Sendo Filmado - O Filme | Policial 1               |                |
| 2014 | A Roza                                    | —                        | Como diretor   |
| 2016 | Boi Neon                                  | Vaqueiro Iremar          |                |
| 2017 | Real: O Plano Por Trás da História        | Gonçalves                |                |
| 2018 | O Grande Circo Místico                    | Otto                     |                |
| 2018 | Ser Tão Velho Cerrado                     | Ele mesmo                | Documentário   |
| 2018 | Aurora                                    | João                     |                |
| 2020 | Dente por Dente                           | Ademar                   |                |
| 2022 | Pluft, o Fantasminha                      | Pirata Perna de Pau      |                |
| 2024 | Dona Lurdes - O Filme                     | Magno dos Santos Silva   |                |
| 2024 | O Auto da Compadecida 2                   | Omar                     |                |

## Teatro
| Ano          | Nome                                      | Personagem       |
| ------------ | ----------------------------------------- | ---------------- |
| 2000         | Álbum Wilde                               |                  |
| 2002         | Rosa Negra - Uma saga Sertaneja           |                  |
| 2005         | Eu, Você, Gregos e Troianos               |                  |
| 2005–07 2014 | Adubo ou a Sutil Arte de Escoar Pelo Ralo |                  |
| 2007         | A Obscena Senhora                         |                  |
| 2016         | Um Bonde Chamado Desejo                   | Stanley Kowalsky |
| 2019         | Paixão de Cristo de Nova Jerusalém        | Jesus            |

## Literatura
| Ano  | Título        | Nota   |
| ---- | ------------- | ------ |
| 2012 | Pelas Janelas | Poemas |

## Prêmios e indicações
| Ano  | Prêmio                              | Categoria                  | Trabalho                | Resultado |
| ---- | ----------------------------------- | -------------------------- | ----------------------- | --------- |
| 2011 | Prêmio Extra de Televisão           | Melhor Revelação Masculina | Insensato Coração       | Indicado  |
| 2012 | Prêmio Extra de Televisão           | Melhor Ator Coadjuvante    | Avenida Brasil          | Indicado  |
| 2012 | Prêmio Quem de Televisão            | Melhor Ator Coadjuvante    | Avenida Brasil          | Venceu    |
| 2012 | Melhores do Ano                     | Melhor Ator Coadjuvante    | Avenida Brasil          | Venceu    |
| 2012 | 1º Prêmio Botequim Cultural         | Melhor Ator Coadjuvante    | Avenida Brasil          | Venceu    |
| 2012 | 1º Prêmio Botequim Cultural         | Melhor Revelação           | Avenida Brasil          | Venceu    |
| 2013 | Prêmio Contigo! de TV               | Melhor Ator Coadjuvante    | Avenida Brasil          | Indicado  |
| 2013 | Melhores do Ano                     | Melhor Ator Coadjuvante    | Amor à Vida             | Indicado  |
| 2014 | FESTIN Festival Lisboa              | Melhor Ator                | Serra Pelada            | Venceu    |
| 2015 | Melhores do Ano                     | Melhor Ator Coadjuvante    | A Regra do Jogo         | Indicado  |
| 2015 | Prêmio Guarani de Cinema Brasileiro | Melhor Ator Coadjuvante    | O Lobo Atrás da Porta   | Indicado  |
| 2016 | Prêmio Quem de Cinema               | Melhor Ator                | Boi Neon                | Indicado  |
| 2017 | Festival Sesc Melhores Filmes       | Melhor Ator                | Boi Neon                | Venceu    |
| 2017 | Grande Prêmio do Cinema Brasileiro  | Melhor Ator                | Boi Neon                | Venceu    |
| 2017 | Prêmio Platino                      | Melhor Ator                | Boi Neon                | Indicado  |
| 2018 | Melhores do Ano                     | Melhor Ator Coadjuvante    | O Outro Lado do Paraíso | Indicado  |
| 2022 | Festival Sesc Melhores Filmes       | Melhor Ator Nacional       | Dente por Dente         | Indicado  |
| 2022 | Melhores do Ano                     | Melhor Ator Coadjuvante    | Pantanal                | Indicado  |
| 2023 | Prêmio iBest                        | Influenciador Protagonista | Pantanal                | Indicado  |